# Dvorec Mirabell
Dvorec Mirabell (nemško Schloss Mirabell) v starem mestnem jedru Salzburga je zaradi svojih vrtov ena izmed najbolj znanih turističnih točk v mestu.
Celoten kompleks z vsemi gospodarskimi poslopji in vrtnimi spomeniki je na Unescovem seznamu kot Zgodovinsko središče mesta Salzburg. Notranjost v veliki meri uporablja mestna uprava; državna dvorana (marmorna dvorana) služi kot koncertna in poročna dvorana; slednjo zelo pogosto uporabljajo tudi mednarodni gostje.

## Zgodovina
Dvorec Mirabell, danes v Neustadtu mesta Salzburg, je nadškof Wolf Dietrich von Raitenau zgradil okoli leta 1606 zunaj mestnega obzidja za ljubljeno ali skrivno nadškofovo ženo, Salome Alt in se je sprva imenoval dvorec Altenau. Bil je »lep, velik, kvadraten, prikupen, kot grad ali trdnjavica, z okrašenim, lesketajočim stolpom, pokritim s pločevino in v notranjosti, prav tako okrašen s čudovitimi vrtovi, ki so imeli najrazličnejše rastlinje in sadje«. Ostanki te zgradbe so se ohranili v jugozahodnem kotu današnje stavbe v kleti. Deželni knez, ki je ves čas skrbel za svojo družino, je za svojih 15 otrok pridobil zakonito dedovanje, bili pa so tudi povzdignjeni v dedno plemstvo. Mati in otroci so se zdaj imenovali Alt von Altenau. Vendar jim je to kasneje malo koristilo. Po strmoglavljenju Wolfa Dietricha in samoti v trdnjavi Hohensalzburg leta 1612, je njegov naslednik in nečak Markus Sittikus von Hohenems kmalu izgnal ženo in otroke iz gradu Altenau. Da bi popolnoma izbrisal spomin na svojega predhodnika, ga je preimenoval v dvorec Mirabell. Mirabell je žensko ime iz italijanščine (mirabile - 'občudovanja vredno' in bella - 'lepo').
Knezonadškof paris von Londron je v dvorcu Mirabell in pripadajočih vrtovih med tridesetletno vojno vključil nov, močan utrdbeni pas na desnem bregu reke Salzach. V nasprotju z Markusom Sittikusom je rad živel v dvorcu in tu tudi umrl.
Od 1721 do 1727 ga je znani baročni gradbeni mojster Johann Lucas von Hildebrandt v imenu nadškofa Franca Antona von Harracha spremenil v veličastni baročni kompleks, štirikrilni kompleks z notranjim dvoriščem, ki ga po napornih razpravah nič več ne uporabljajo kot parkirišče. Leta 1818 je uničujoč mestni požar pustil veliko škode. Obnova je bila izvedena v imenu cesarja Franca I., ki je sam dal natančna navodila. Koncept dvornega uradnika za gradnjo Petra Nobila je bil za cesarja predrag, zato je naročil okrožnemu inženirju Salzburga Johannu Wolfgangu Hagenauerju, naj načrtuje in izvede gradnjo. Zaradi tega je stavba izgubila veliko svojega edinstvenega baročnega videza. Mogočni stolp sredi vzhodne fasade je bil odstranjen, občutljiva dvokapna konstrukcija z rahlo štrlečimi vogalnimi rizaliti na vzhodni strani je izginila, prav tako strešni zatrep, bogato okrašen s številnimi vazami in 28 figurami. Na srečo sta bila v veliki meri ohranjena dvoriščna fasada in vrtna fasada obrnjena proti zahodu. Ritem kiparskih rizalitov in dobro strukturirane stenske površine dajo slutiti predstavo o prvotnem videzu baročne mojstrovine, čeprav tudi tu manjkajo umetelni strešni nastavek in figure.
Od 1810 do 1816 pod bavarsko vladavino je bil dvorec Mirabell rezidenca bavarskega prestolonaslednika. Na gradu se je 1. junija 1815 rodil bavarski princ Oton, pozneje grški kralj Oton I..
Oče salzburškega slikarja Hansa Makarta je tu pred letom 1849 delal tudi kot oskrbnik. V tem gradu je od leta 1851 do 1863 prebival nadškof kardinal Maximilian Joseph von Tarnóczy. Starejši kapucinski duhovnik in tirolski borec za svoboda Joachim Haspinger († 1858) je zadnja štiri leta svojega življenja preživel tukaj v stanovanju v pritličju.
Leta 1866 sta dvorec in Kapuzinerberg postala last Salzburga za odškodnino v višini 50.000 guldnov. Cesar je dve leti pred tem mestu dal park Mirabell. Med letoma 1947 in 1950 so bile v njem urejene pisarne župana in njegovih namestnikov ter občinska uprava in nekateri občinski oddelki.

## Pomembni poudarki
Georga Raphaela Donnerja je veliko stopnišče, ki sega od pritličja do drugega nadstropja in je v severnem kotu zahodnega krila. Balustrada stopnišča je bogato prepletena in okrašena z različnimi kerubini, ki jih je mogoče videti v različnih pozah, sedeti, ležati in se igrati. V stenah so vdolbine, v katerih stojijo mitološko navdihnjene marmorne skulpture. Nad vrati so starinska poprsja.
Marmorna dvorana je prekrita z marmorjem, imitacijo marmorja in pozlačeno štukaturo. Vmes so okrasna štukaturna polja. Nekdanja velika stropna slika Johanna Michaela Rottmayerja se je izgubila v požaru leta 1818. Dvorana se zaradi svojega ambienta in zelo dobre akustike danes uporablja za poroke in klasične koncerte. Znani ansambli, kot so Salzburški solisti, Kvartet Bartók in Twins kvartet, pa tudi drugi znani solisti, kot sta Jörg Demus in Igor Oistrach, so nastopali v okviru koncertov Salzburških koncertov (Salzburger Schlosskonzerte) pod glasbenim vodstvom Luza Leskowitza, od leta 2016 pa pod vodstvom Konstantina Hillerja.
Grajska kapela (tudi: Grajska cerkev – Schlosskirche) ima stropno sliko Bartolomea Altomonteja in je posvečena svetemu Nepomuku. Hudo poškodovana v požaru leta 1818, jo je leta 1837 odprl nadškof Friedrich Johann Jacob Cölestin von Schwarzenberg. Oltar s svojimi skulpturami Avguština, Ruperta, Virgila in Martina v bistvu izvira iz leta 1722. Oltarno sliko sv. Nepomuka, ki je bila uničena v požaru, je na novo ustvaril in vstavil leta 1830 Johann Michael Hess. Grajska kapela je bila od julija 1938 župnijska cerkev Stare avstrijske katoliške cerkve, preden so bogoslužja potekala v marmorni dvorani. Majhna cerkev je bila obnovljena leta 1952 in 1988. Stara katoliška cerkev v dvorcu Mirabell vsako leto sodeluje v ekumenski dolgi noči cerkva. Od leta 2012 v cerkvi v rednih intervalih potekajo tudi koncerti klasične glasbe.
- Marmorna dvorana
- Stopnišče s putti – prikljubljen fotomotiv poročnih parov
- Kapela v dvorcu Mirabell

## Park in vrt palčkov
Poleg struktur, ki so danes nameščene v vrtu (npr. preko univerzitetnefga Mozarteuma - umetniška šola v Salzburgu za glasbo, dramo in sorodne predmete), vrtovi dvorca vsebujejo velik parter, gledališče, vodni bastijon, rožni vrt in vrt palčkov, pa tudi zdraviliški vrt namesto dotrajanega starega bastijona Mirabell.
Vrt je bil v veliki meri ohranjen, ko je grad pogorel. Današnji objekti v bistvu izvirajo od Johanna Bernharda Fischerja von Erlacha in jih je okoli leta 1730 modificiral Anton Danreiter.
Oranžerija s sosednjo hišo palm je bila kot rastlinjak zgrajena okoli leta 1725. Južno od nje je od leta 1973 Salzburger Barockmuseum.
Majhno podolgovato gledališče Heckentheater s svojimi simetričnimi potmi, obrobljenimi z obrezanim grmovjem in osrednjimi odprtimi prostori, je bilo zgrajeno na Lodronovem obrambnem zidu med letoma 1704 in 1718. Še vedno se občasno uporablja za majhne gledališke predstave ali koncerte.
Zgodovinski baročni vrt palčkov (Zwergerlgarten) južno od dvignjenega vodnega bastijona je bil uničen okoli leta 1800. Stari načrti dokumentirajo prvotno stanje. Na vrtu je bilo prvotno 28 grotesknih marmornatih škratov, ki so jih leta 1690/91 ustvarili v času baročne prenove. Pozneje so jih prodali, le delno jih je bilo mogoče ponovno sestaviti in nato začasno postaviti na majhen ohranjeni Lodronov vodni bastijon. Obnova prvotnega baročnega vrta je pomembna želja. 
- Fasada dvorca iz rožnega vrta
- Vrata v zunanji del
- Stranska fasada iz parka
- Del zunanjosti
- Gledališče